# 約翰·諾克斯
約翰·諾克斯（英語：John Knox，1514年—1572年11月24日），蘇格蘭基督教喀爾文派牧師，蘇格蘭宗教改革领导人。

## 背景
當歐洲宗教改革運動沸沸騰騰之時，蘇格蘭在瑪麗一世管理下，正處在貧窮、諸侯之間內戰不斷，神職人員亦腐敗的狀態。十五世紀左右，開始有一些大學成立，包括聖安德魯斯大学、格拉斯哥大学及亞伯丁大学等。但在學術上當然無法和歐陸的大學相比。因此有許多年青人到威登堡訪問路德大學，回國後也撒下傳教更正宗的種子。而路德的著作，以及丁道爾與利迈尔斯·科弗代尔的英譯聖經開始流傳，因此有些蘇格蘭復原派信徒開始在家中的崇拜與教導。約翰·諾克斯就是在這時扮演蘇格蘭最偉大的改教者。

## 生平與蘇格蘭宗教改革
約翰·諾克斯生於1505年至1515年間（較多學者認為1514年）東洛錫安的哈丁敦，東洛錫安緊鄰蘇格蘭首府愛丁堡的東邊。他的父親 William Knox是一位農夫，母親在他童年時過世。約翰·諾克斯早年經歷已無詳細資料可考。
諾克斯年輕時取得了聖安德魯斯大學文學碩士的學位，並開始攻讀神學，受教於約翰·梅爾（John Major 或作John Mair）門下。
1546年3月2日，新教領袖喬治·魏沙特(George Wishart, 1513-1546)被樞機主教大卫·比顿定罪火刑焚死。不久，1546年5月29日，比屯也遭到殺害，一部分是为报复魏莎特之死，一部分也是反对他的亲法政策。谋杀党纠结新教同志将聖安德魯斯城堡佔領。
1547年，诺克斯作為被官方追捕的新教传教士到此避难，作了他们的属灵导师，是苏格兰宗教改革运动的領袖。
魏沙特死後，其領導的團體失去了靈魂人物，一致通過推舉諾克斯為牧師 。由於聖安德魯斯城堡為新教運動者佔領，迫使教廷及國王連手派兵反攻，蘇格蘭女王瑪麗一世年僅6歲，她的母親瑪麗·德·吉斯王后 (1515 -1560)連合法國，1547年7月
攻陷聖安德魯斯堡，諾克斯被抓至法國的船上當划船奴，受盡虐待約19個月。
1549年4月, 逃到英格蘭的諾克斯在英格蘭教會工作，信奉新教的英國國王愛德華六世在位時，諾克斯曾經擔任宮廷中的宣教師。
1553年，虔誠天主教徒瑪麗一世繼任。
1554年，諾克斯逃到德意志，並轉至日內瓦，在此受到喀爾文劇烈的影響，成為喀爾文的門徒並把《新約聖經》翻譯為英文，稱日內瓦譯本。並得到了英國清教徒的敬重。1555年，諾克斯回蘇格蘭展開一連串宣講，半年後回到日內瓦，改革事工愈來愈成熟。
1559年5月2日，諾克斯回到了蘇格蘭。諾克斯的講道非常激勵人心，使得所到之處如烈火燎原，以致1560年蘇格蘭國會宣佈宗教改革 。
1560年12月，召開第一次蘇格蘭大議會，1561年1月就定訂「教會管理法規第一集」，在國會提出，將喀爾文所訂的計晝實際的執行於蘇格蘭全國。這時長老宗制度，算是慢慢有了一個初步型式。其間因蘇格蘭女王為公教信徒，使得改教運動有多方的阻礙 。
1561年起，約翰·諾克斯曾於愛丁堡住了11年。直到1690年，長老宗才成為蘇格蘭的國教。成為國教之後，君王也要遵從喀爾文主義了，但貴族及大業戶（大地主，即「領主」）仍擁有牧師的任命權。事實上長老宗在蘇格蘭傳播的過程並不順暢，大約經過130年大量流血和犧牲，甚至導致戰爭的慘痛經驗。
1572年11月24日，諾克斯逝世。

## 神學思想
諾克斯一生中的主要神學思想是來自日內瓦的喀爾文，而蘇格蘭却是喀爾文主義實踐的地方，也使得蘇格蘭成為喀爾文主義的代表，並將這思想由英國跨過大西洋傳到新大陸及世界各地。
諾克斯非常重視崇拜，也欲由天主教彌撒的儀式中改革出來。他依据日內瓦英國難民教會的禮拜儀式及喀爾文的儀式修正，寫了「公用儀式書」（Book of common Order），其中認為在崇拜當中應包括了：讀經、講道、唱詩與奉獻。書中也列有禱告的範本以供参考。

## 主要著作
諾克斯唯一的神學作品為：1560年日內瓦出版的《論預選說》 。
「蘇格蘭信仰告白」（The Scots Confession,1560）是第一篇用英文撰寫的改革宗信條，其基調就是喀爾文的「唯聽從上帝的話」，由蘇格蘭國會通過接納，是啟開蘇格蘭「長老教會主義」的重要文獻。諾克斯同時也撰寫了《紀律一書》（The First Book of Discipline），書中對教會的基本法及財務有所建議。他認為民眾有知識才能真正地接受上帝的話，故力陳建立普遍的國民教育，為了愛與關懷，他鼓勵對教區中的窮人妥善地照顧。
1560年通過的信經，及1552年克藍麥草擬信經時，由六位神學家審查，諾克斯就是其中的一位 。